# قرش (سمكة)
القِرْشِ أو الكَوْسَج أو اللَّخْم أو البُنْبُك أو قرش كوسج أو سمك القرش هي رتبة عليا من طويئفة صفيحية الخياشيم الغضروفية التي تتميز بهيكل عظمي غضروفي، وخمسة إلى سبع فتحات خيشومية على جانبي الرأس، وزعانف صدرية غير ملتصقة بالرأس. تُصَنَّفُ أسماك القرش الحديثة في الفرع الحيوي إلى Selachimorpha (أو Selachii) وهي مجموعة شقيقة للشفنينيات. استخدم مصطلح القرش أيضًا للإشارة إلى جميع رتب الأسماك الغضروفية المنقرضة التي لديها شكل يشبه أسماك القرش، مثل محدبات الأسنان ومتفاوتات الأشواك.
العديد من الأنواع هي مفترسات علوية، وهي كائنات حية تقع في الجزء العلوي من سلسلتها الغذائية. تشمل الأمثلة على هذه المفترسات القرش الببري، القرش الأزرق، القرش الأبيض الكبير، قرش ماكو، القرش الدراس وقرش المطرقة.
يصطاد البشر أسماك القرش من أجل لحم أسماك القرش أو حساء زعانف القرش. يتعرض العديد من أسماك القرش للتهديد من الأنشطة البشرية. منذ عام 1970، انخفض عدد أسماك القرش بنسبة 71٪، أغلبها بسبب الصيد الجائر.

## التسمية
القرش هو الاسم الشائع لهذا الحيوان، كانت هذه التسمية تستعمل في سواحل البحر الأحمر، لعلها معربة من اليونانية καρχαρίας (تنقحر إلى كَرْخَرْيَاس أو كَرْشَرْيَاس) بنفس المعنى؛ بينما تستعمل تسمية كَوْسَج في سواحل الخليج العربي، وهي معربة من الفارسية "کوسه" ذات نفس المعنى.
حتى القرن السادس عشر، كانت أسماك القرش تُعرف لدى البحارة باسم Dogfish بالإنجليزية أي كلب البحر.
إن أصل الكلمة الإنجليزية Shark غير مؤكد، حيث يشير أصل الكلمة على الأرجح إلى أن المعنى الأصلي للكلمة هو المفترس، من كلمة (schurk) الهولندية، والتي تعني الشرير، الوغد، والذي أُطلق لاحقًا على الأسماك نظرًا لسلوكها المفترس.
هناك نظرية غير مثبتة الآن، هي أنها مشتقة من كلمة (xook) والتي تعني القرش في لغة المايا اليوكاتية. جاء الدليل على أصل هذا الأصل من قاموس أوكسفورد الإنجليزي، الذي يشير إلى أن كلمة Shar استخدمت لأول مرة بعد أن عرض بحارة السير جون هوكنز واحدًا في لندن سنة 1569 ونشروا كلمة القرش؛ للإشارة إلى أسماك القرش الكبيرة في البحر الكاريبي. سجَّل قاموس اللغة الإنجليزية الوسطى ظُهُرَ كلمةِ سمك القرش (في إشارة إلى سمكة البحر) في رسالة كتبها توماس بيكينغتون عام 1442، والتي تستبعد أصل الكلمة الجديد.

## التشريح

### الزعانف
الهياكل الغضروفية للزعانف مستطيلة ومدعومة بأشعة ناعمة وغير مقسمة تسمى الأشعة القرنية، وهي خيوط من البروتين المرن تشبه الكيراتين القرني في الشعر والريش. معظم أسماك القرش لها ثماني زعانف. لا يمكن لأسماك القرش إلا أن تبتعد عن الأشياء الموجودة أمامها مباشرة؛ لأن زعانفها لا تسمح لها بالتحرك في اتجاه الذيل أولًا.

### الرأس
- رأسه عريض ومثلث الشكل وقوي.يستخدامه لضرب الأفراد، وكذلك تمزيق الفريسة بأسنانه الحادة. كما أن شكل رأس القرش مهم لسرعته لأن رأسه إنسيابي.

- تمتلك أسماك القرش سلسلة من الأعضاء الحسية في رؤوسها تساعدها على اكتشاف فريستها والتنقل في بيئتها. وتشمل هذه الأعضاء أجهزة الاستقبال الكهربائي المسماة أمبولات لورينزيني، وهي أجهزة حسية قادرة على اكتشاف المجالات الكهربائية التي تولدها الكائنات الحية الأخرى في الماء. كما أن لديها نظامًا يُعرف باسم الخطوط الجانبية التي تكتشف التغيرات في ضغط الماء، مما يسمح لها بإدراك الحركات والاهتزازات في بيئتها.[6]

#### فتحات الأنف
- تمتلك معظم أسماك القرش سلسلة من الشقوق أو الحفر في مقدمة أنوفها، والمعروفة باسم الفتحات الأنفية. وهي تعادل الخياشيم التي تسمح لها بتعقب الفريسة.[7]

#### العينان
- تكون عيون القرش كبيرة ومتطورة، مما يمنحها رؤية ممتازة تحت الماء، في ظروف الإضاءة المنخفضة.[7]

#### الفتحات التنفسية
- تمتلك بعض أنواع أسماك القرش فتحتين صغيرتين تقعان خلف أعينها تُعرفان بالفتحات التنفسية، كما هو موضح في الصورة. يستخدمونها للتنفس دون الحاجة إلى السباحة باستمرار.

#### الخياشيم
- تمتلك أسماك القرش خياشيم تقع في فتحات على جانبي الرأس، خلف العينين. الخياشيم ضرورية للتنفس لأنها تسمح لأسماك القرش باستخراج الأكسجين من الماء. يتدفق الماء فوق الخياشيم أثناء سباحة القرش وتسحب شفرات الخياشيم الأكسجين المذاب من الماء وتطلق ثاني أكسيد الكربون.

### الفك
إن فكي القرش، مثل فك السمك الأبيض الكبير، حيث أنهما غير متصلين بالجمجمة. ويحتاج سطح الفك إلى دعم إضافي بسبب تعرضه الشديد للإجهاد البدني وحاجته إلى القوة. ويحتوي على طبقة من الصفائح السداسية الصغيرة تسمى "المربعات"، وهي عبارة عن كتل بلورية من أملاح الكالسيوم مرتبة على شكل فسيفساء. وهذا يعطي هذه المناطق نفس القوة الموجودة في الأنسجة العظمية الموجودة في الحيوانات الأخرى.

### الأسنان
الأسنان المسننة لسمكة القرش النمر مائلة تستخدم لنشر اللحم. أسنان سمكة القرش مدفونة في اللثة بدلاً من تثبيتها مباشرة على الفك، ويتم استبدالها باستمرار طوال الحياة. تنمو صفوف متعددة من الأسنان البديلة في أخدود على الجانب الداخلي من الفك. تفقد بعض أسماك القرش 30000 سن أو أكثر في حياتها. يختلف معدل استبدال الأسنان من مرة واحدة كل 8 إلى 10 أيام إلى عدة أشهر. في معظم الأنواع، يتم استبدال الأسنان واحدة تلو الأخرى على عكس الاستبدال المتزامن لصف كامل، وهو ما يُلاحظ في سمكة القرش القاطعة.
يعتمد شكل الأسنان على النظام الغذائي الذي يتبعه القرش: فالأسماك التي تتغذى على الرخويات والقشريات لها أسنان كثيفة ومسطحة تستخدم للسحق، والأسماك التي تتغذى على الأسماك لها أسنان تشبه الإبر للإمساك، والأسماك التي تتغذى على الفرائس الأكبر حجمًا مثل الثدييات لها أسنان سفلية مدببة للإمساك وأسنان علوية مثلثة ذات حواف مسننة للقطع. أما أسنان الأسماك التي تتغذى على العوالق مثل القرش الباسك فهي صغيرة.

## تطور سمك القرش البحري
السجل الأحفوري للقروش يمتد إلى أكثر من 450 مليون سنة قبل الآن، أي أیضا قبل وجود الفقاريات على الأرض وکذلك قبل أن تستعمر العديد من النباتات القارات (الیابسة).
أول سمکة قرش في التأریخ تختلف كثيراً عن أسماك القرش الحدیثة، فمعظم أسماك القرش الحدیثة يمكن إرجاع تشکلها التطوري إلى حوالي 100 مليون سنة قبل الآن.
في الغالب تم العثور على مجموعات کبیرة من أسنان متحجرة للقرش، وفي بعض الحالات تم العثور علی بعض القطع الداخلية للهیکل العظمي (في الحقیقة هي غضروفیة ولیست عظمیة) وکذلك تم العثور على بعض الأحافیر لهیاکل عظمیة کاملة للقرش.
تشير التقديرات إلى أن عشرات الآلاف من الأسنان تنمو لسمك القرش على مدى بضع سنوات فقط، وهذا يفسر لغز اکتشاف الأسنان المتحجرة لأسماك القرش بتلك الکثرة، فأسنان القرش تتکون من معدن الأباتيت Apatite (فوسفات الكالسيوم) والذي يسهل تحجره.
أسماك القرش کانت تمتلك هیاکل غضروفیة بدل من هیاکل عظمیة مغطى بطبقة شبه عظمیة متقطعة مکونة آلاف الموشورات الأباتيتة (فوسفات الكالسيوم).
عندما تموت سمكة القرش یتفسخ الهيكل وتتبعثر موشورات الأباتيت.
الهيكل العظمي الكامل لسمك القرش یتحجر فقط عندما یطمى بسرعة تحت الترسبات الرملیة في القاع. ومن أبرز أسماك القرش البدائية القديمة جدا هي «كلادوسيلاتشي» Cladoselache يرجع إلى نحو 370 مليون سنة قبل الآن، الذي وجد في حقبة الباليوزي (حقبة قبل 251 ملیون سنة قبل الآن) في طبقات أوهايو وكنتاكي وتينيسي.
وفي هذه المرحلة من تاريخ الأرض تکونت هذه الطبقات الصخریة من الرواسب الرملیة الناعمة في قاع محیط ضحل وواسع کان يغطي معظم أمريكا الشمالية. کان طول القرش «كلادوسيلاتشي» Cladoselache لایتعدى مترا واحدا وکان له زعانف صلبة (غیر مرنة) مثلثة الشکل وکان له فکا نحیلا نسبیا، أسنانه کانت لها عدة رؤوس مدببة کانت تستهلك بسرعة عند الاستعمال.
من خلال عدد الأسنان التي وجدت في أي مكان من الأرجح القول بأن «كلادوسيلاشي» لم یکن یستطیع استبدال الأسنان الساقطة بشکل منتظم کما في أسماك القرش الحدیثة. زعانف الذيل الخلفیة کانت مشابهة من ناحیة الشکل لسمك القرش «ماکوس» (الذي يعیش في المحیطات) وکذلك لسمك القرش الأبيض الكبير Great White Shark. اکتشاف بقایا أسماكٍ کاملةٍ بذیولٍ بدائیةٍ یوحي بأن «کلادوسیلاشي» کان سباحاً سریعاً ورشیق الحرکة جداً.
معظم الأحافیر المکتشفة لأسماك القرش التي ترجع إلى الفترة 150 إلى 300 ملیون سنة قبل الآن یمکن تبویبها في مجموعة أو مجموعتین، من إحدى هذه المجامیع هي «کسیناکانثس» Xenacanths، و«کسیناکانثس» کانت تعیش فقط في بیئة المیاه العذبة، انقرضت هذه المجموعة حوالي 220 ملیون سنة قبل الآن وحینها کانت منتشرة تقریبا في کافة أنحاء العالم.
أما المجموعة الأخرى المسمى «بهایبودونتس» hybodonts فظهرت حوالي 320 ملیون سنة قبل الآن وکانت تعیش معظمها في المحیطات وبقدر أقل في المیاه العذبة.
أسماك القرش الحدیثة ظهرت حوالي 100 ملیون سنة قبل الآن، أحفورة أسنان «قرش الأسقمري» Mackerel shark نشأت
في عصر الكريتاسي المبكر (الطباشيري السفلي) Early Cretaceous.
أقدم أحفور لسن القرش الأبیض رجح إلى 60 إلى 65 ملیون سنة قبل الآن أي حوالي فترة انقراض الدیناصورات.. (انقراض العصر الطباشيري-الثلاثي).
في بداية تطور القرش الأبيض هناك على الأقل اثنان من الأنساب:
- واحد لدیه أسنان منشاریة (مسننة) خشنة من المحتمل أن قد تطور لاحقا إلى القرش الأبیض الكبير الحالي،
- النسب الآخر مسنن ناعم (أقل خشونة) کان یمیل إلى تحقیق حجم أعظم من ذلك. وتشمل هذه المجموعة أسماك القرش المنقرضة مثل «ميغالودون» و«كارشارودون»، تم التعرف علیها مثل معظم أسماك القرش المنقرضة من خلال الأسنان المکتشفة.

استندت تصورات إعادة بناء فکها إلى حجم أسنانها الکبیرة التي یصل طول معظمها إلى 17 سنتمتر أو طول السمکة کان حوالي من 25 إلى 30 مترا. لکنه تبین أخیرا أن تقدیر الطول لم یکن دقیقا، التقدیرات الجدیدة المنقحة تشیر إلى أن طولها کان حوالي 13 إلى 16 مترا.
ويعتقد أن الحجم الهائل لأسماك القرش المفترسة مثل أسماك القرش الأبيض الكبير قد نشأ عن طريق انقراض الديناصورات وتنوع الثدييات. ومن المعروف أنه في نفس وقت تطور تلك القروش تطورت أیضا بعض الثدیيات البدائیة إلى حیوانات مائیة (مثل الحیتان). في کافة أماکن التي نعثر فیها على أسنان أسماك القرش الكبيرة نعثر أیضاً على کمیة وفیرة من عظام الثدييات البحرية مثل الفقمة وخنازير البحر والحيتان. بعض هذه العظام تظهر فیها بشکل متکرر آثار هجوم (افتراس) القرش لتلك الثدیيات، وهناك نظريات تشير إلى أن أسماك القرش العملاقة تطورت بشکل بحیث یمکنها الاستفادة من فرائس أکبر حجماً.

## هجمات القرش
في العادة لايهاجم القرش الإنسان ولكن هناك حوادث هاجم القرش فيها الإنسان بدون استثارة من الإنسان.

## معلومات
هذا المخلوق المهيب يتألف من400 نوع، تنقسم أنواعه إلى 30 عائله، تحتوي كل منها ثمانية أعضاء من النوع المسمى سمك القرش، ومن بين الـ 400 نوعً يعتبر 30 منها فقط المتوحش والذي قد يمثل تهديدا وخطرًا على الإنسان. ويتصدر هذه 30 فصيله منها 4 أنواع تعد من أخطر أنواع القرش في العالم، وهي القرش الأبيض " "White Shark، والقرش الثور Bull Shark، والقرش الببري، والقرش المحيطي OceanicShark، وبالرغم من كل ذلك فإن علماء الحياة البحرية اعتبروا العداء لأسماك القرش ظلمًا بينًيا، ولذلك يبذلون جهودًا مضنية ومنذ سنوات عديدة للدفاع عن حقوقها البيئية.
صحيح أن سمك القرش يعتبر عدوًا طبيعياً للإنسان ولكنه في حقيقة الأمر لا ينافس الإنسان أبدا على الحياة في بيئته على الأرض، بالإضافة إلى أن الإنسان لم يكن يومًا على رأس قائمة الطعام المفضلة له. فعادة يهاجم القرش الإنسان عن طريق الخطأ، بما في ذلك الأنواع الخطيرة والتي لا تجد بأسًا في مهاجمة الإنسان إلا أنها في حقيقة الأمر لا تهاجمه إلا إن كانت جائعة وليس لديها بدائل، وبالطبع هذه ليست دعوة للجرأة والاقتراب منها، وذلك لأن أقل القروش شراسة قد تكون سببًا في الموت بطريقة أو بأخرى.حيث أنه يحدث ما يقارب من 50 إلى 75 هجومًا من سمك القرش سنوياً ومنها 5 إلى 10 تؤدي إلى الموت. و 9 من 10 أسماك يهاجمون على عمق 1.6 متر من السطح.. ومعظم هذه الحالات تكون مميتة. بالإضافة إلى كون معظم الضحايا من الرجال.
تمتاز أسماك القرش بحركتها الدائمة (حتى لاتغرق) وذلك لعدم وجود مثانات هوائية فيها وهيكل هذه الأسماك غضروفي، وتميز نوع فريستها والطاقة التي ستأخذها منها.

## مهاراته
للقرش مهارات غريبة، فهو يستطيع تقييم فريسته بدقة متناهية من أول عضة، بحيث يستطيع وبسرعة مذهلة معرفة حجم الطاقة الغذائية أي الدهون التي سيحصل عليها من هذه الفريسة، وما إذا كانت تستحق عناء المحاولة؛ ولذلك تعتبر لحوم الفقمة وسباع البحر فريسة مثالية؛ بسبب ارتفاع نسبة الدهون في أجسامها، بينما لا يعد إنسانا نحيفا أكلة شهية.
من الطريف ذكره أيضا أن سمك القرش لا ينام ولا يتوقف عن الحركة منذ ولادته حتى موته، وذلك لأن جسمه غير مجهز كغيره من الأسماك بأكياس هوائية تساعده على التنفس حيث يعتمد على التحرك لإمرار الماء داخل فمه حيث يعبر إلى الخياشيم ليتم عملية التنفس.

## تاريخه
و يعود تاريخ أحافير سمك القرش إلى أكثرمن 300 مليون عام أي قبل وجود الديناصورات، وبقيت سلالات قليلة من القرش حتى اليوم محتفظة بالصفات الجسمانية الأساسية التي توارثتها لأكثر من 150 مليون عام، والذي يعني أنها تحمل الكثير من أسرار الحياة الأولية.
ويعزي العلماء طول أعمار أسماك القرش إلى التطورات الفسيولوجية التي تمر بها هذه الكائنات التي تتمتع بصفات خاصة تتيح لها فعالية عالية سواء
في الحصول على غذائها أو البقاء على قيد الحياة.
لقد استطاع علماء البحار ورواد الأعماق التقاط صور لأسماك القرش من على بعد ثلاثة أمتار فقط، إنه الهول بلا شك، وأمر مرعب رؤية أكوام وصنوف متراصة من الأسنان المدببة القاطعة، بمختلف المقاسات والأشكال، منها المسطحة القادرة على تحطيم القواقع والجنادب البحرية، ومنها الطويلة المدببة التي صممت لتقطيع أوصال أي سمكة مهما كان حجمها، أما تلك المخصصة لمقاتلة الثدييات البحرية فإنها تستطيع بأسنانها الفولاذية قضم مساحة هائلة من أي حوت، وشطر أفراس البحر وكلابه بقضمة واحدة.
فأسنانها تعمل بمثابة شفرات حادة، وصلابتها كصلابة الألماس. يهاجم هذا الوحش فريسته بأعداد كبيرة تصل إلى 400 فرد تهيم في مياه المحيط وتحيط بفريستها بهجوم سريع لا يبقى من أثرها شيئا بالمرة.يتمتع سمك القرش بمرونة جسدية فهو يتحرك برشاقة مذهلة وسرعة كبيرة على الرغم من حجمه، بعكس الأسماك التي تطفو بسبب حجم كيسها الهوائي، فإن القرش يتحرك ارتفاعا وهبوطا بفضل كبده الذي يبلغ ربع حجم جسمه والذي يحتوي على مادة أقل كثافة من ماء البحر.
وهناك أنواع أخرى تعتمد على خزان هواء، وأحجام هذا النوع تتراوح بين قزم صغير لا يتعدى طوله 20 سم وبين عملاق رهيب يبلغ ثمانية عشر مترا وبوزن يصل إلى عشرين طنا، يمتلك القرش ميزات مجتمعة تساعده على تحسس البيئة المحيطة وكشفها بدقة متناهية، فهو مثلا يمتلك مقدرة هائلة على الرؤية في الأعماق بفضل وجود طبقة عاكسة تقوم بتضخيم كمية الضوء الساقط على الشبكية، الأمر الذي يجعله قادرا على تحسس أضعف الأضواء، بالإضافة إلى أن جلده يحتوي حجيرات تشبه الأقماع، وهي مليئة بالنهايات العصبية فائقة الحساسية لأبسط رنين يحمله الماء لها، إلى جانب حاسة شم قوية يمكنه عبرها الإحساس برائحة قطرة واحدة من الدم في 100ألف لتر من الماء، كما تمكنه هذه الحاسة من متابعة أثر الروائح لمسافة كيلومترات عديدة..ناهيك على أن مقدمة الأنف مزودة بنوع من المسامات الصوتية فتمكنه من الاستدلال على أي حقل كهربائي مهما كان ضئيلا، بمعنى أنه قادر على رصد أي حركة عضلية مهما بلغت من الضعف.
هذه هي الأسلحة التي يتزود بها هذا الوحش الفريد والتي تعطيه القدرة على السباحة لمسافات تصل إلى مئة كم يوميا ولأعماق تمتد إلى 2000 متر، هذا هو القرش الذي زرع الرعب في شواطئ كاليفورنيا وأستراليا والذي سماه الناس «أسنان البحر» لكن الحقائق العلمية تكذب نسيج الأساطير التي حاكها الناس عنه، وكل تلك المبالغات الهوليودية. فهو لا يستمرئ لحم الإنسان ولا يستسيغه أبدا، غير أنه يهاجمه غالبا بدافع الخوف والدفاع عن النفس.
لقد تحول صيده إلى تجارة رابحة مما بات يتهدد وجود أنواعه في بيئته الطبيعية، فقد تم اصطياد 800 ألف طن خلال فترة التسعينات من القرن العشرين.
الغريب أن كل شيء في جسد هذا الحيوان يدعو لاصطياده، فلحمه لذيذ ومقوي لصمامات القلب، أما زعانفه فقد باتت جزء من نشاط شبكات السوق السوداء التي تجد رواجا وأسواقا مفتوحة في الصين وتايلاند وكوريا ووسنغافورة وغيرها من البلدان الآسيوية المزدهرة، وفي المطاعم الفاخرة في هذه الدول يصل سعر طبق حساء زعانف القرش، الذي يقال أن له بعض الفوائد الصحية التي تماثل عقاقير الفياغرا المقوية جنسيا، إلى 150 يورو.
ويقول علماء الأحياء المائية والبحرية إن هذا الإقبال على حساء زعانف القرش، يهدد بالقضاء على واحد من أقدم المخلوقات ويهدد النظام البيئي الذي يعاني من زيادة معدلات الصيد الجائرة.
ويحذر البيئيون من أن بعض أسماك القرش، مثل قرش المطرقة والقرش الأبيض العظيم انخفضت أعدادها بنسبة تصل إلى 70% خلال الخمس عشرة سنة الماضية، وهذا أمر مقلقل جدا لعلماء الطبيعة والبيئة والحيوانات، وبخاصة أمام حقيقة اختفاء بعض الأنواع الأخرى تماما من البحار والمحيطات.
وتقدر منظمة الغذاء والزراعة التابعة للأمم المتحدة انه قد جرى اصطياد 856 ألف طن من أسماك القرش وبعض أنواع الأسماك الأخرى التي تنتمي لنفس الفصيلة في عام 2003، وهذه الكمية المخيفة تعد أعلى بثلاث مرات من الكمية التي تم اصطيادها قبل خمسين سنة عندما تحول حساء زعانف سمك القرن إلى رمز للثروة والجاه في المجتمعات الآسيوية.
أما حساء زعانف القرش، التي يضاف إليها الفطر واللحم وغيرها من الأغذية البحرية ويجري طهيه لمدة 8 ساعات، يعد من الأكلات التقليدية في مآدب الزواج وغيرها من الاحتفالات. وقد زادت شعبيته في الصين مع زيادة حجم الطبقة المتوسطة هناك.
بالإضافة إلى ما سبق كعوامل مهددة لوجوده في البيئة فان ثمة اهتمام كبير من كبريات دور الأزياء العالمية بجلده الذي يتم استغلاله كحقائب أنيقة غالية الثمن لأيدي السيدات وإلى أحذية في أقدامهن.مما يؤدي إلى هذا النهم في اصطياده الجائر.
و من الجدير بالذكر أنه قد تم اكتشاف مادة السكالامين المقاومة للسرطان وتوجد بمعدته.
أسماك القرش في طريقها إلى الانقراض، وبخاصة بعض أنواعها باتت في مرحلة الخطر، حيث تبلغ الأنواع الآيلة للاختفاء عشرين نوعا، الأمر الذي دفع الحكومات الغربية للتوقيع على معاهدة روما 1999 التي تمنع صيد بعض الأنواع في فترة تكاثرها.

## المعلومات الغذائية
يحتوي كل 100غ من سمك القرش النيء بحسب وزارة الزراعة الأميركية على المعلومات الغذائية التالية:
- السعرات الحرارية: 130
- الدهون: 4.51
- الدهون المشبعة: 0.92
- الكاربوهيدرات: 0
- الألياف: 0
- البروتينات: 20.98
- الكولسترول: 51

## أنواع القروش
- قرش جرينلاند
- الحوت القرش
- قرش أزرق
- قرش الثور
- قرش المطرقة
- القرش الببري
- قرش الرمل الببري
- قرش عظيم الفم
- قرش الضمدي
- قرش قالب الكعيكة
- القرش العفريت
- القرش المزركش
- القرش الأبيض
- قرش القرن
- قرش متشمس

## وصلات خارجية
- صور القرش من قناة ناشيونال جيوغرافيك العربية
- المعلومات الغذائية عن سمك القرش